# Мали на летних Олимпийских играх 2012
Мали на летних Олимпийских играх 2012 была представлена в четырёх видах спорта.

## Результаты соревнований

### Бокс
Спортсменов — 1
Мужчины
| Соревнование | Спортсмены    | Первый раунд       | Второй раунд       | Четвертьфинал      | Полуфинал          | Финал              |
| Соревнование | Спортсмены    | Соперник Результат | Соперник Результат | Соперник Результат | Соперник Результат | Соперник Результат |
| ------------ | ------------- | ------------------ | ------------------ | ------------------ | ------------------ | ------------------ |
| до 69 кг     | Мохамед Диаби |                    |                    |                    |                    |                    |

### Дзюдо
Спортсменов — 1
Мужчины
| Категория | Спортсмен | Турнир       | 1/16 финала        | 1/8 финала         | Четвертьфинал      | Полуфинал          | Финал              | Место |
| Категория | Спортсмен | Турнир       | Соперник Результат | Соперник Результат | Соперник Результат | Соперник Результат | Соперник Результат | Место |
| --------- | --------- | ------------ | ------------------ | ------------------ | ------------------ | ------------------ | ------------------ | ----- |
| до 100 кг | Умар Коне | За 1-е место |                    |                    |                    |                    |                    |       |
| до 100 кг | Умар Коне | За 3-е место |                    |                    |                    |                    |                    |       |

### Тхэквондо
Спортсменов — 1
Мужчины
| Соревнование | Спортсмен         | Турнир       | 1/8 финала                    | Четвертьфинал                          | Полуфинал                      | Финал                             |
| Соревнование | Спортсмен         | Турнир       | Соперник Результат            | Соперник Результат                     | Соперник Результат             | Соперник Результат                |
| ------------ | ----------------- | ------------ | ----------------------------- | -------------------------------------- | ------------------------------ | --------------------------------- |
| свыше 80 кг  | Даба Модибо Кейта | За 1-е место | Акмал Эргашев (UZB) поб. 13—4 | Франсуа Куломбе-Фортье (CAN) поб. 11—6 | Карло Мольфетта (ITA) пор. 4—6 | Не прошел                         |
| свыше 80 кг  | Даба Модибо Кейта | За 3-е место |                               |                                        |                                | Робелис Деспанье (CUB) пор. отказ |